# Komlan Assignon
Komlan Agbeko Assignon (ur. 20 stycznia 1974 w Lomé) – togijski piłkarz występujący na pozycji pomocnika.

## Kariera klubowa
Komlan Assignon jest wychowankiem francuskiego klubu AS Cannes. W pierwszej drużynie zadebiutował w 1996 roku. W 2000 roku przeniósł się do zespołu Beauvais Oise. Po sezonie trafił do Créteil-Lusitanos. Tutaj także przebywał jedynie przez rok i odszedł do kuwejckiej drużyny Al Jahra FC. W tym klubie zakończył profesjonalną karierę piłkarską.

## Kariera reprezentacyjna
Assignon w reprezentacji Togo rozegrał 10 meczów i strzelił 1 bramkę. Ostatni mecz zagrał w 2002 roku. Był także powołany na Puchar Narodów Afryki 1998 (3 mecze i 1 gol) Puchar Narodów Afryki 2000 (3 mecze) oraz Puchar Narodów Afryki 2002 (2 mecze). We wszystkich tych turniejach Togo odpadało z rozgrywki już po fazie grupowej.